# Jimmy Collins
Pour les articles homonymes, voir Collins.
James « Jimmy » Joseph Collins, né le 16 janvier 1870 à Niagara Falls et mort à Buffalo le 6 mars 1943, est un joueur américain de baseball.
Évoluant comme joueur de troisième but, il a joué en Ligue majeure de baseball aux Louisville Colonels (1895), aux Beaneaters de Boston (1895-1900), aux Americans de Boston (1901-1907) et aux Athletics de Philadelphie (1907-1908).
Il a remporté la Série mondiale 1903.
Il a été élu membre du temple de la renommée du baseball en 1945.